# Socha svatého Jana Nepomuckého (Vysočany, Nový Bydžov)
Sloup se sochou svatého Jana Nepomuckého se nalézá na návsi ve vesnici Vysočany u křižovatky vedoucí do Nového Bydžova v okrese Hradec Králové. Barokní pískovcová socha z roku 1719 od neznámého autora je chráněna od 23. března 2006 jako kulturní památka ČR. Národní památkový ústav tento sloup uvádí v katalogu památek pod rejstříkovým číslem ÚSKP 101766.

## Popis
Barokní sloup se sochou svatého Jana Nepomuckého v tradičním ikonografickém pojetí oděného v kanovnickém rouchu se zlacenou svatozáří s pěticípými hvězdami se nalézá na travnatém vyvýšeném ostrůvku na návsi. Socha světce v podživotní velikosti z jemnozrnného šedého pískovce je umístěna na štíhlém toskánském sloupu s hranolovou hlavicí s vročením LP 1719. Svatý Jan Nepomucký pravou rukou objímá krucifix, levou přidržuje palmovou ratolest.